# Elsaß-Lothringischer Heimatbund
Der Elsass-Lothringische Heimatbund, gegründet an Pfingstmontag (24. Mai) 1926 in Straßburg, war die wichtigste Institution der elsass-lothringischen Autonomiebewegung der Zwischenkriegszeit. Ziel des Heimatbundes war die Autonomie des Elsasses und Lothringens innerhalb Frankreichs und der Schutz der Deutschsprachigkeit der Region. Gründungsvorsitzender war Dr. Eugen Ricklin, der frühere Präsident der zweiten Kammer des Landtags des Reichslandes Elsaß-Lothringen, Generalsekretär war Jean Keppi.
Der Heimatbund begann rasch eine Zusammenarbeit mit korsischen und bretonischen Autonomisten (Kooperation mit den Bewegungen A Muvra und Breiz Atao, 8. August 1926), wurde jedoch von den französischen Behörden bald massiv durch Verhaftungen und Zeitungsverbote bedrängt. Im April 1927 folgte ein politischer Prozess gegen elsässische Autonomisten in Colmar. Seitens des offiziellen Frankreichs wurden den Autonomisten sezessionistische Absichten unterstellt.
Der Heimatbund war keine politische Partei, er kooperierte jedoch mit mehreren autonomistischen Parteien im Elsass und in Lothringen. Nach Erfolgen bei der Wahl zur französischen Nationalversammlung am 29. April 1928 folgte unmittelbar ein weiterer Prozess, bei dem im Mai 1928 wiederum in Colmar zwei soeben gewählte elsässische Abgeordnete zu Gefängnisstrafen verurteilt wurden. 1932 gelang dennoch wieder einer Reihe elsässischer Autonomisten der Einzug in die Nationalversammlung.
Nach der deutschen Besetzung Frankreichs im Mai/Juni 1940 stellten sich mehrere elsässische Autonomisten der NS-Zivilverwaltung im Elsass zur Verfügung, der Heimatbund selbst wurde „gleichgeschaltet“.

## Der Heimatbund im Spielfilm „Die Elsässer“
Im Jahre 1996 setzte der Spielfilm „Les Alsaciens ou les Deux Mathilde“ (deutsche Fassung: Die Elsässer) der elsass-lothringischen Autonomiebewegung und dem Heimatbund ein cineastisches Denkmal. Im dritten Teil des vierteiligen Films wird auch die Entstehung des Heimatbundes und die Verhaftung eines Teils seiner Gründer und Anführer (Albert Laugel u. a.) dargestellt.